# Манчестер Тауншип (Нью-Джерсі)
Манчестер Тауншип (англ. Manchester Township) — селище (англ. township) в США, в окрузі Оушен штату Нью-Джерсі. Населення — 45 115 осіб (2020).

## Демографія
Згідно з переписом 2010 року, у селищі мешкало 43 070 осіб у 22 840 домогосподарствах у складі 11 688 родин. Було 25886 помешкань
Расовий склад населення:
| - 92,0 % — білих - 3,8 % — чорних або афроамериканців - 1,8 % — азіатів - 0,1 % — корінних американців - 1,1 % — осіб інших рас |

До двох чи більше рас належало 1,2 %. Частка іспаномовних становила 4,8 % від усіх жителів.
За віковим діапазоном населення розподілялося таким чином: 10,3 % — особи молодші 18 років, 39,5 % — особи у віці 18—64 років, 50,2 % — особи у віці 65 років та старші. Медіана віку мешканця становила 65,1 року. На 100 осіб жіночої статі у селищі припадало 74,5 чоловіків;  на 100 жінок у віці від 18 років та старших — 71,9 чоловіків також старших 18 років.
Середній дохід на одне домашнє господарство  становив 54 757 доларів США (медіана — 40 154), а середній дохід на одну сім'ю — 74 084 долари (медіана — 61 448). Медіана доходів становила 56 801 долар для чоловіків та 45 445 доларів для жінок. За межею бідності перебувало 8,3 % осіб, у тому числі 13,3 % дітей у віці до 18 років та 6,7 % осіб у віці 65 років та старших.
Цивільне працевлаштоване населення становило 13 537 осіб. Основні галузі зайнятості: освіта, охорона здоров'я та соціальна допомога — 23,6 %, роздрібна торгівля — 11,5 %, мистецтво, розваги та відпочинок — 10,1 %, будівництво — 9,2 %.